# Перт
Перт (англ. Perth) — крупнейший город и столица штата Западная Австралия, расположен на юго-западе Австралии на берегу Индийского океана. Население города составляет 2 039 200 человек (2015). Перт — четвёртый по населению город Австралии после Сиднея, Мельбурна и Брисбена. В Перте проживает около 75 % населения всего штата Западная Австралия.
Город был основан 12 июня 1829 года капитаном Джеймсом Стирлингом вскоре после образования портового поселения Фримантл. Перт показывает устойчивый рост, быстрее, чем средний показатель по стране.
Перт получил известность как «Город огней», когда все жители включили освещение в момент пролёта над ними космического корабля «Friendship 7» в 1962 году.
По состоянию на 2012 год Перт занимал 9-е место среди самых удобных для жизни городов мира, согласно оценке журнала The Economist.
Чёрный лебедь - Символ города. Эта птица изображена на гербе Перта, который был присвоен городу 2 декабря 1926 года. Чёрный лебедь стал символом Перта, так как город расположен на берегу реки Сван, где обитает множество этих птиц. 

## История

### Предыстория
До прибытия европейцев данная территория была населена нунгарами в течение 40 000 лет, что было доказано раскопками в районе реки Суон. Аборигены занимали юго-западный угол Западной Австралии и жили за счёт охоты и собирательства. Когда европейцы впервые встретили здесь аборигенов, они называли данную землю Бурлу. Несколько племён, проживавших на берегах реки Суон, образовывали Whadjuk. Whadjuk вместе с другими племенами составляли юго-западный социо-лингвистический блок, также известный как Нунгары (Люди).

### Первые наблюдения европейцев
Первыми европейцами в данном регионе были люди из команды голландского капитана Виллема де Вламинка, 10 января 1697. Последующие наблюдения европейцев подтверждали выводы, сделанные де Вламинком о том, что земля является негостеприимной и не подходящей для сельского хозяйства, которое необходимо в случае поселения.

### Колония Суон-Ривер

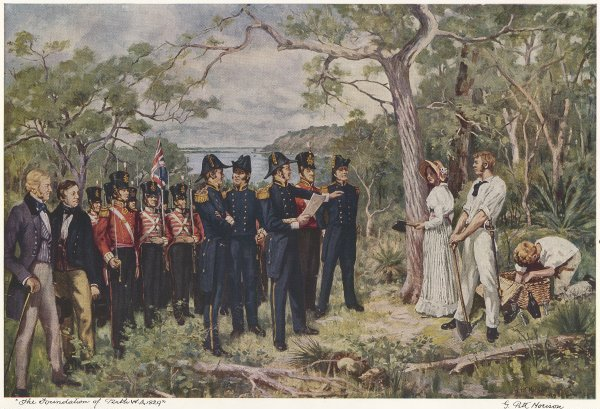
«Основание Перта». Художник Джордж Питт Морисон (George Pitt Morison), 1929

Первое зарегистрированное появление европейцев в устье реки Суон датируется 19 июля 1619 года экипажем Фредерика де Хаутмана, однако, из-за плохих погодных условий, высадка не производилась. В дальнейшем территория неоднократно посещалась европейскими мореплавателями, но основанные поселения не были постоянными.
Колония Суон-Ривер была основана в 1829 году капитаном Джеймсом Стерлингом. Одно из первых зданий, Круглый дом, сохранилось до настоящего времени и ныне расположено на территории района Фримантл. К 1832 году население колонии достигло 1,5 тыс. поселенцев, и ей было присвоено официальное название «Западная Австралия» в честь одноимённой колонии, основанной в 1826 году в районе Олбани. Однако, название Суон-Ривер ещё долго использовалось для обозначения всей территории. Позже Западная Австралия была расширена на восток и север Австралийского континента, став второй по площади административной единицей в мире. Сегодня штат занимает около трети территории страны.

## География
Город расположен на юго-западе континента между Индийским океаном и нижним береговым уступом, известным как Дарлинг Рэйндж. Центральный деловой округ и окраины города расположены на реке Суон. Ближайший к Перту город с миллионным населением — Аделаида в Южной Австралии, находящийся на расстоянии в 2104 километра (1307 миль). Перт географически ближе к Восточному Тимору и Джакарте, чем к Сиднею и Мельбурну.

### Деловой центр города
Центральный район города ограничен рекой Суон на юге и востоке, Кингс Парком на западе и железнодорожной линией на севере и входит в состав муниципалитета -город Перт.
Находится на берегу Индийского океана. В 2360 км к северо-западу от Перта расположен австралийский остров Рождества.
|  |

### Климат
В Перте проходят умеренные и сезонные дожди. Лето в основном жаркое и сухое, длится с декабря по март. Февраль — это самый жаркий месяц. В свою очередь зима — довольно влажная и прохладная. Такая погода делает Перт классическим примером средиземноморского климата. Лето не полностью лишено дождей, со случайными короткими грозами. Самая высокая температура в 46,2°С была зарегистрирована 23 февраля 1991 года. Часто летними днями после обеда с юго-запада дует морской бриз, также известный как Фримантлский доктор, заменяя собой горячие северо-восточные ветры. В такие дни, температура падает ниже 30 градусов через несколько часов после смены ветра. Перт — не очень солнечный город для средиземноморского климата, где от 2800 до 3000 часов в год светит солнце.
Зимы относительно прохладные и влажные. Самое большое количество осадков выпадает между маем и сентябрём. Самая низкая температура в −0,7°С была зарегистрирована 17 июня 2006 года.
Хотя большая часть дождей выпадает зимой, рекорд был зарегистрирован 9 февраля 1992 года, когда выпало 120.6 мм осадков. Структура дождей в Перте и южной части западной Австралии сильно изменилась в середине 1970-х годов. Произошло значительное уменьшение зимних осадков и увеличение количества гроз в летние месяцы.
| Показатель                                        | Янв. | Фев. | Март | Апр. | Май  | Июнь  | Июль  | Авг.  | Сен. | Окт. | Нояб. | Дек. | Год   |
| ------------------------------------------------- | ---- | ---- | ---- | ---- | ---- | ----- | ----- | ----- | ---- | ---- | ----- | ---- | ----- |
| Абсолютный максимум, °C                           | 45,8 | 46,2 | 42,4 | 37,6 | 34,3 | 28,1  | 26,3  | 27,8  | 32,7 | 37,3 | 40,3  | 44,2 | 46,2  |
| Средний суточный максимум, °C                     | 30,5 | 31,3 | 29,5 | 25,5 | 22,4 | 19,3  | 18,4  | 18,8  | 20,1 | 22,8 | 26,2  | 28,7 | 24,5  |
| Средняя температура, °C                           | 24,2 | 24,7 | 23,0 | 19,5 | 16,6 | 13,9  | 13,1  | 13,4  | 14,8 | 17,0 | 20,2  | 22,4 | 18,6  |
| Средний суточный минимум, °C                      | 17,8 | 18,0 | 16,4 | 13,5 | 10,7 | 8,5   | 7,8   | 8,0   | 9,5  | 11,2 | 14,1  | 16,1 | 12,6  |
| Абсолютный минимум, °C                            | 8,9  | 8,7  | 6,3  | 4,1  | 1,3  | −0,7  | 0,0   | 1,3   | 1,0  | 2,2  | 5,0   | 7,9  | −0,7  |
| Норма осадков, мм                                 | 16,5 | 9,1  | 19,8 | 38,8 | 89,5 | 134,7 | 153,1 | 128,2 | 89,2 | 43,1 | 22,1  | 6,4  | 745,7 |
| Температура воды, °C                              | 23   | 23   | 22   | 22   | 20   | 20    | 19    | 19    | 19   | 19   | 21    | 21   | 21    |
| Источник: Бюро метеорологии, Туристический портал |      |      |      |      |      |       |       |       |      |      |       |      |       |

## Демография
| Рост населения по годам (ABS Архивная копия от 23 февраля 2011 на Wayback Machine) |           |
| 1854                                                                               | 4001      |
| 1859                                                                               | 6293      |
| 1870                                                                               | 8220      |
| 1881                                                                               | 9955      |
| 1891                                                                               | 16 694    |
| 1901                                                                               | 67 431    |
| 1911                                                                               | 116 181   |
| 1921                                                                               | 170 213   |
| 1933                                                                               | 230 340   |
| 1947                                                                               | 302 968   |
| 1954                                                                               | 395 049   |
| 1961                                                                               | 475 398   |
| 1966                                                                               | 559 298   |
| 1971                                                                               | 703 199   |
| 1976                                                                               | 805 747   |
| 1981                                                                               | 898 918   |
| 1986                                                                               | 994 472   |
| 1991                                                                               | 1 143 249 |
| 1996                                                                               | 1 244 320 |
| 2001                                                                               | 1 339 993 |
| 2006                                                                               | 1 445 079 |
| 2008                                                                               | 1 546 617 |
| 2011                                                                               | 1 832 114 |

Перт является четвёртым по величине городом Австралии. В начале 1980-х он обогнал по этому показателю Аделаиду. Согласно переписи 2011 года, в городе насчитывалось 1 832 114 человек.

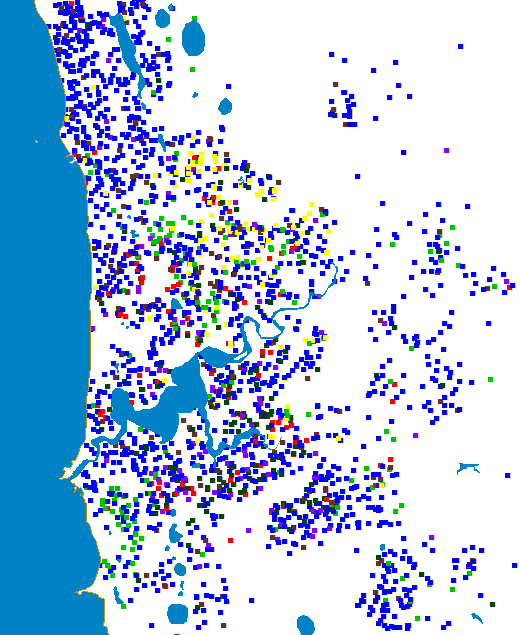
Одна точка обозначает 100 людей, рождённых в Великобритании (тёмно синий), Китае (красный), Италии (светло-зелёный), Малайзии (тёмно-зелёный), ЮАР (коричневый), Сингапуре (розовый) и Вьетнаме (жёлтый), (согласно переписи 2006 года)

### Этнический состав
В 2006 году самыми большими этническими группами в городе являлись: англичане (534 555 или 28,6 %), австралийцы (479 174 или 25,6 %), ирландцы (115 384 или 6,2 %), шотландцы (113 846 или 6,1 %), итальянцы (84 331 или 4,5 %) и китайцы (53 390 или 2,9 %). Также в городе проживал 3101 абориген (0,2 %).
Перт выделяется большим количеством англичан в составе населения. Согласно переписи 2006 года, насчитывалось 142 424 жителя, рождённых в Великобритании, в то время как в Сиднее насчитывался 145 261, а общее количество населения Перта только 35 % от общей численности Сиднея.
Этнический состав города изменился в середине прошлого столетия, когда в город прибыло большое количество иммигрантов из Европы. Поскольку Фримантл был первым австралийским городом на пути кораблей из Европы, то в Перте наблюдался приток итальянцев, греков, голландцев, немцев, хорватов, боснийцев, сербов, поляков, чехов, словаков, русских, украинцев, македонцев, турок и других этнических групп.

## Экономика
Перт — крупный порт на западном побережье Австралии. Железнодорожный узел. Международный аэропорт. Нефтеперерабатывающий завод. Судостроение. Предприятия химической, текстильной и пищевой промышленности. Крупный цементный завод.

### Транспорт
В Перте расположены два аэропорта — международный аэропорт Перт и Джандакот.
В 1968 году к городу была проложена железнодорожная линия от города Калгурли. В настоящее время эта линия, принадлежащая дороге Indian Pacific, в районе Перта электрифицирована, используется колея 1435 мм.
Дорожная система состоит из 3 автострад и 9 шоссе, все дороги бесплатные.
Общественный транспорт включает поезда, автобусы и паром. В черте города расположены шесть линий, включающих 200 автобусных и 70 железнодорожных станций:
- Fremantle — Perth
- Butler — Perth
- Perth — Midland
- Perth — Armadale
- Perth — Thornlie
- Perth — Mandurah.

## Культура
Город Перт является родным городом актёра Хитклиффа Эндрю Леджера, более известного под именем Хит Леджер, а также создателей и участников музыкальных коллективов Karnivool, Tame Impala, Pendulum и Knife Party Роба Свайра, Make Them Suffer, Гарета МакГриллена и Пола Хардинга, актрисы Эммы Бут, а также актёра театра и кино Тоби Шмитца, который исполнил роль пирата Джека Рекхема в популярном американском сериале «Чёрные Паруса».

### Парки и зоны отдыха
На восточной окраине города расположен Коуну Коала Парк — заповедник-зоопарк, принимающий туристические и школьные группы и дающий возможность туристам фотографироваться с коалами и держать их на руках.

### Музеи

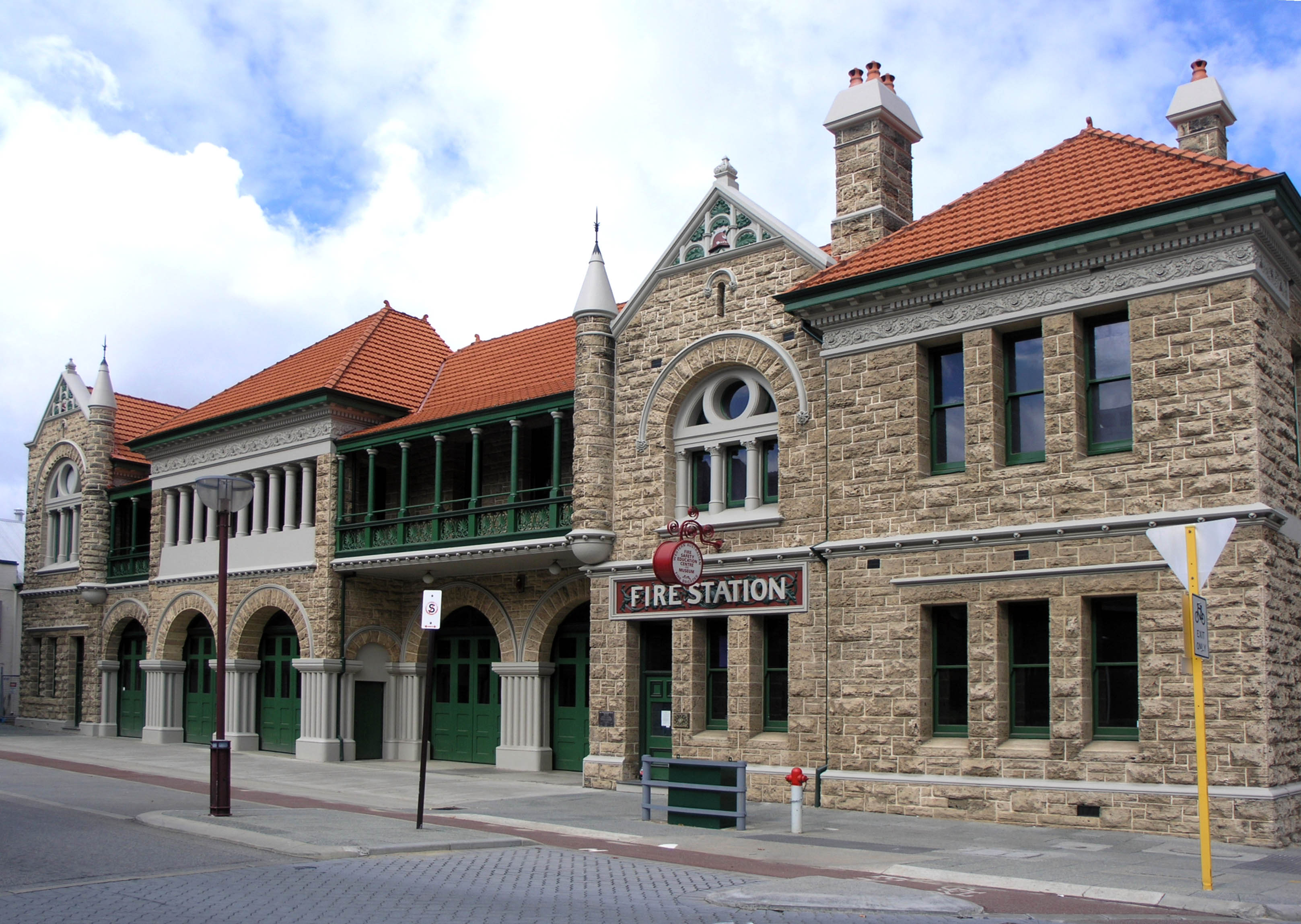
Музей истории пожарного дела

## Города-побратимы
- Хьюстон, США[23]